# ネヴァー・フォーゲット・ユー
「Never Forget You (feat. MNEK)」は、2015年7月22日に発売されたスウェーデンの歌手ザラ・ラーソンのシングル。発売元はVirgin EMI、Epic。

## チャート成績
ザラにとって2度目のスウェーデン1位を記録、そのあとも少しずつ世界中のチャートを上り詰め、イギリスで5位（2015年10月）、アメリカで13位（2016年6月）など世界的大ヒットを記録し、出世作となった。

## 収録曲

### シングル
1. Never Forget You (feat. MNEK) [3:33]
(作詞・作曲：Uzoechi Emenike、Zara Larsson、Arron Davey、Yaseen Zuberi[11])

### リミックス
1. Never Forget You (MNEK VIP) [6:01]
2. Never Forget You (LuvBug Remix) [4:43]
3. Never Forget You (Bearcubs Remix) [4:05]
4. Never Forget You (Kove Remix) [4:13]
5. Never Forget You (Mr. Belt and Wezol Remix) [4:55]
6. Never Forget You (Ragz Originale Remix) (featuring Nick Brewer) [3:02]